# Coal Aston Cricket Club
Coal Aston Cricket Club är en brittisk cricketklubb i södra Sheffield, Yorkshire, England. Klubben grundades 1875.